# Biographe
Un biographe est l'auteur d'une ou plusieurs biographies : c'est un écrivain qui raconte le récit de vie d'une autre personne.

## Présentation

### Étymologie
Le mot vient du grec ancien bios, 'la vie' et graphein, 'écrire'.
Le terme est utilisé en 1709 par l'abbé Chastelain, mais pas encore en usage en 1765.

### Un champ littéraire et historique
Les biographies étaient d'abord écrites par des religieux et des historiens. 
Des écrivains se sont illustrés dans le genre biographique, certains se spécialisant dans ce genre.

### Homonymie
Le biographe est également le nom d'une caméra à came battante inventée en 1894 par Georges Demenÿ, un des précurseurs du cinéma.

## Biographes célèbres
Historiens biographes
- Cornélius Nepos (-100/-27) : biographies de Caton l'Ancien et de Cicéron
- Plutarque (40-120) : Vies parallèles des hommes illustres
- Aurelius Victor (v. 327 - v. 390) : Liber de Caesaribus
- Khondemir (1475-1534) : Habyb-al-Seïar
- Alphonse de Beauchamp (1769-1832) : Vie d'Ali-Pacha ; Vie de Jules César ; Vie de Louis XVIII
- Étienne-Michel Faillon (1799-1870)
- Jean-Baptiste Honoré Raymond Capefigue (1801-1872)
- Philippe Erlanger (1903-1987)
- Edmund S. Morgan (1916)
- Vincent Cronin (1924-2011)
- Alain Decaux (1925)
- Frédéric Hulot (?)
- Ghislain de Diesbach (1931)
- Pierre Milza (1932)
- Max Gallo (1932-2017)
- Jean-Jacques Marie (1937)

Historiens d'art biographes
- Giorgio Vasari (1511-1574) : Le Vite
- Carlo Cesare Malvasia (1616-1693) : Felsina pittrice, vite de’ pittori bolognesi
- Philippe Baldinucci (1624-1696) : Notizie de' professori del disegno da Cimabue in qua
- Marcel Brion (1895-1984)
- Ivor Guest (1920) : biographies de danseuses
- Pierre Daix (1922)
- Marc Robine (1950-2003) : biographies de chanteurs

Biographes
- Gédéon Tallemant des Réaux (1616-1692) : Historiettes
- James Boswell (1740-1795) : Life of Johnson
- Henri Carnoy (1861-1930) : nombreux dictionnaires biographiques
- Lytton Strachey (1880-1932) : Eminent Victorians ; Queen Victoria
- Stefan Zweig (1881-1942) : Dostoïevski ; Casanova ; Marie-Antoinette ; Marie Stuart, Balzac, le roman de sa vie
- Emil Ludwig (1881-1948) : Goethe, Napoléon, Jésus, Michel-Ange, Staline
- André Billy (1882-1971) : Vie de Diderot ; Vie de Sainte-Beuve
- Jeanne Galzy (1883-1977) : Sainte Thérèse d'Avila ; Catherine de Médicis ; Diane de Ganges
- André Maurois (1885-1967) :  Ariel ou la Vie de Shelley ;  Lyautey ; Voltaire ;  Lélia ou la Vie de George Sand ;  Olympio ou la Vie de Victor Hugo
- Joseph Kessel (1898-1979) : Biographies
- Jean Orieux (1907-1990) : Voltaire ou la Royauté de l'esprit ; Talleyrand ou le Sphinx incompris ; La Fontaine ou La vie est un conte
- Henri Troyat (1911-2007) : Biographies
- Françoise Giroud (1916-2003) : Dior ; Alma Mahler, ou l'art d'être aimée ; Jenny Marx ou la Femme du diable ; Cœur de tigre
- Jean Lacouture (1921) : De Gaulle ; Léon Blum ; François Mauriac ; Montaigne à cheval
- Norman Mailer (1923-2007) : Marilyn - une biographie ; Oswald. Un mystère américain ; Portrait de Picasso en jeune homme
- Antonia Fraser (1932) : Mary, Queen of Scots ; King Charles II
- Huguette Bouchardeau (1935) : La Famille Renoir ; Nathalie Sarraute ; Simone Weil
- Geneviève Moll (1942-2011] : François Mitterrand ; George Sand ; Yvonne de Gaulle ; Françoise Sagan
- Frédéric Vitoux (1944) : Louis-Ferdinand Céline, misère et parole ; Gioacchino Rossini
- Peter Ackroyd (1949) : Dickens ; Shakespeare
- Pierre Assouline (1953) : Gaston Gallimard ; Albert Londres : vie et mort d'un grand reporter ; Hergé : biographie
- Dominique Bona (1953) : Stefan Zweig, l'ami blessé ; Berthe Morisot, le secret de la femme en noir